# Louise Henderson
Louise Etiennette Sidonie Henderson DBE (* 21. April 1902 in Boulogne sur Seine, Hauts-de-Seine, Frankreich; † 27. Juni 1994 in Auckland, Neuseeland) war eine französisch-neuseeländische Malerin, Kunsthandwerkerin und Lehrer für Kunst und Kunsthandwerk.

## Frühes Leben
Louise Etiennette Sidonie Sauze wurde am 21. April 1902 als Tochter und einziges Kind der Eheleute Lucie Jeanne Alphonsine Gueriny und dem Sekretär von Auguste Rodin, Daniel Paul Louis Sauze, in Boulogne sur Seine geboren. Von 1908 bis 1919 besuchte sie das Institut Maintenon in Paris und bekam dort ihr Brevet élémentaire (grundlegendes Abschlusszeugnis). Anschließend studierte sie von 1919 bis 1921 an der École de la Broderie et Dentelle (Schule für Stickerei und Spitze) in Paris und schloss ihr Studium als Designerin ab.

## Arbeit und Studium
Von 1922 bis 1927 arbeitete Louise als Zeichnerin und schrieb Artikel über Stickerei und Innendekoration für die Wochenzeitschrift Madame. 1923 versorgte sie zusätzlich die belgische Zeitschrift La Femme et le Home mit Stickereientwürfen. Sie besuchte öffentliche Kunstgalerien und war berechtigt, im Museum und in der Bibliothek des Musée des Arts décoratifs zu studieren.

## Erste Ehe
Louise lernte in Paris den neuseeländischen Absolventen der University of Cambridge Louise Sauze Hubert Henderson kennen. Er kehrte nach Neuseeland zurück, machte ihr aber von dort aus einen Heiratsantrag, den sie annahm. Ihre Eltern wollten nicht, dass ihre Tochter alleine nach Neuseeland reiste und so kam ihr Zukünftiger zurück um sie in Frankreich heiraten zu können. Sie heirateten standesamtlich in der britischen Botschaft in Paris und resten im Februar 1925 zusammen nach Neuseeland, wo sie am 30. April des Jahres in einer kirchlichen Zeremonie in Christchurch sich kirchlich Vermählten. Louise nahm den Namen ihres Mannes an und eine Tochter ging aus der Ehe hervor.

## Malerin
Louise begann mit der Malerei und genoss die Freiheit, die ihr das Land und ihr neues Leben nun bot, denn ihre Elter wollten nicht, dass sie Künstlerin wurde. In ihren Landschaftsbildern zeigte sie ein zunehmendes Interesse an Form und struktureller Vereinheitlichung und ihre Abkehr von der topografischen Sicht auf die Landschaft fand bei einigen Personen der Künstlerszene ihren Widerhall. Ihre Sicht wurde von Alfred Cook, Rita Angus, Roland Hipkins und Christopher Perkins als Beispiel geteilt.
Von 1926 bis 1941 unterrichtete Louise Stickerei und Design an der Canterbury College School of Art und nahm 1926 auch an den Kursen des Colleges über Lehrmethoden und Kunststudium teil. Ihre Malerei nicht vernachlässigend arbeitete sie zusätzlich noch mit den Materialien Metall, Silber und Emaille. 1931 wurde ihr das Honorary Diploma (Ehrendiplom) in Fine Arts durch die University of New Zealand verliehen. Um das Familieneinkommen aufbessern zu können, gab sie in dieser Zeit zusätzlich Unterricht in französischer Sprache und in Literatur.
1933 stellte Louise zum ersten Mal ihre Werke mit der New Zealand Society of Artists in Christchurch aus. Von 1935 bis 1938 reiste sie mit dem Zug ins Hinterland von Canterbury, um mit anderen Künstlern aus Christchurch zu arbeiten und Skizzen zu erstellen.

## Wellington
Als Louises Eltern Mitte der 1930er Jahre auch nach Neuseeland auswanderten, wuchsen ihre familiären Verpflichtungen. 1941 zog sie mit ihrer Familie nach Wellington, setzte ihr Stickereistudium fort und wurde an der New Zealand Correspondence School eingestellt um Stickereikurs zu leiten. Sie blieb bis 1944. Danach unterrichtete sie als Assistenzlehrerin am Wellington Teachers’ Training College die Fächer Handarbeit und Stickerei, wurde in ein Komitee berufen, um Lehrpläne für Handarbeiten in Schule zu überarbeiten und wurde für die Schulzeugnisse Prüferin für das Fach. Auch schrieb und illustrierte sie pädagogische Bulletins über Stickerei, Stricken und die Geschichte der Wolle. Von 1943 bis 1947 besuchte Louise das Victoria University College, um ihren Bachelor-Abschluss nachmachen zu können.

## Wiedereinstieg in die Malerei
1948 hatte Louise erste Einzelausstellung in der Wellington Public Library und ein Jahr später konnte sie einige ihrer Werke in der Galerie von Helen Hitchings zeigen. Ebenfalls im Jahr 1948 besuchte sie den Maler John Weeks in Auckland und blieb mit ihm schriftlich im Kontakt. Von diesem Zeitpunkt an änderte sich ihre Malerei, in der die Strukturen und Formen sind nun weniger naturalistisch zeigten und mehr in die kubistische Richtung tendierten.

## Auckland
1950 zog die Familie nach Auckland und ab diesem Zeitpunkt widmete sich Louise voll der Malerei. Ihre Kurse, die sie noch an der Elam School of Fine Arts nahm, waren ihr zu konservativ und wandte sich dem Künstler John Weeks zu, in dessen Atelier sie auch arbeiten konnte. Ihr Mann ermöglichte es ihr schließlich in deren Haus zu arbeiten, indem er ihr dort ein Atelier schuf. 1950 und 1951 stellte sie in Auckland, Hamilton und Wellington aus und bekam positive Kritiken. Mit der Ausstellung Fifteen New Zealand Painters in London, hatte Louise im Juni 1952 ihre erste internationale Präsenz.

## Paris
Von John Weeks ermutigt, ging Louise 1952 für ein Studium nach Paris, nahm Kontakt mit dem Kubisten Jean Metzinger auf und wurde von ihm in sein Unterrichtsatelier aufgenommen. Dort studierte sie ein Jahr lang den figurativen Kubismus, dessen Methoden und den logischen Aufbau der Formen.

## Zurück in Auckland
1953 und 1954 veranstaltete die Auckland City Art Gallery Ausstellungen mit ihren Werken.

## Beirut
1956 reise Louise mit ihrem Mann nach Beirut, wo er für die UNESCO als Berater für die Schulpflicht arbeitete. Für Louise ergab sich dadurch die Möglichkeit neue figurativen und architektonischen Abstraktionen zu entwickeln. Ihr Material mit schnellen Skizzen und ihre Zeichnungen schickte sie für Ausstellungen nach London.

## London
Bis Louise in London ankam, besuchte sie von 1956 bis 1958 die Galerien Europas. In London angekommen interessierte sie sich für die Lithografie und wurde Mitglied der Gruppe von Künstler, die damit arbeiteten. 1958 stellte sie dann ihre Arbeiten aus dem Nahen Osten, die aus Zeichnungen und Gemälde bestanden in London aus.

## Sydney
1959 reiste Louise über Sydney zurück nach Neuseeland, nicht aber ohne ihre Werke einmal in Sydney ausgestellt zu haben. Zusätzlich unterrichtete sie 1960 Zeichnen, Design und Malerei für ein Jahr in Sydney an der National Art School.

## Neuseeland
1961 nahm Louise in Neuseeland an der Elam School of Fine Arts einen Lehrauftrag an sowie an auch an der Auckland City Art Gallery. In den 1960er Jahren schuf sie zwei ganzflächige Glasfenster und ein Kruzifix für den Altar der Kirche des Heiligen Kreuzes in Henderson, Auckland. Ein weiterer großer Auftrag, den sie realisierte, war 1963 der für den New Zealand Room im Hilton Hotel in Hongkong, für die sie ein Wandgemälde in 24 Farben aus Wolle auf einer Größe von 1,5 × 6 Meter realisierte.
Als am 6. Juni 1963 ihr Mann verstarb, wollte Louise aus Gram nie wieder malen, begann aber noch im selben Jahr ihre Trauer großformatigen Bildern auszudrücken. Im Laufe der Zeit entstanden so 41 Gemälde. Sie zeigte diese Werke 1965 auf einer Ausstellung in Brüssel, gefolgt von 1967 in Paris und später auch im New Zealand House in London. 1966 folgte eine Ausstellung in Auckland, gefolgt von Brighton in England im darauffolgenden Jahr und einer Ausstellung der Royal Commonwealth Society in der Bristol Museum and Art Gallery.

## Zweite Ehe
Von den vielen Ausstellungen zurück, heiratete Louise am 4. April 1986 in Kaikohe den 27 Jahre jüngeren Schiffselektriker Georg Thomas Lücke dänischer Herkunft, den sie 1967 auf der Rückreise nach Neuseeland kennen gelernt hatte. 1991 zogen sie nach mi Hokianga, wo ihr Mann eine Plantage mit Paulownia-Bäumen angelegt hatte.
Louise malte weiter und wurde im Juni 1993 für ihr Lebenswerk mit dem Dame Commander of the Order of the British Empire (DBE) ausgezeichnet. Am 27. Juni des nachfolgenden Jahres verstarb Louise im Alter von 92 Jahren in Auckland.

## Ehrungen
- 1993 – Dame Commander of the Order of the British Empire (DBE)[3]